# 莫洛多瓦
50°2′20″N 36°46′30″E / 50.03889°N 36.77500°E
莫洛多瓦（烏克蘭語：Молодова）是位於烏克蘭東部的村莊，由哈爾科夫州丘胡伊夫区的舊薩爾蒂夫市鎮負責管轄。該村始建於1635年，面積2.63平方公里，海拔高度137米，2001年人口659。